# Estación Elisa
Elisa es la estación de ferrocarril de la ciudad homónima, Provincia de Entre Ríos, República Argentina.

## Servicios
Está ubicada entre las estaciones de Primero de Mayo y La Clarita.